# Joby S4
Die Joby S4 ist ein elektrisch angetriebenes, senkrecht startendes und landendes Wandelflugzeug (eVTOL) der Joby Aviation in Santa Cruz in Kalifornien, das als  Kipprotor-Lufttaxi konzipiert ist.

## Geschichte
Joby Aviation wurde 2009 vom Unternehmer JoeBen Bevirt gegründet, der mit Joby an den NASA-Projekten LEAPTech und X-57 Maxwell teilnahm, bevor mit den gesammelten Erfahrungen das Lufttaxikonzept entwickelte wurde, das zur Joby S4 führte. Die Entwicklung eines unbemannt fliegenden Prototyps war im Jahr 2017 abgeschlossen. Es schloss sich der Bau eines Produktionsprototyps bis 2019 an.
Das erste Flugzeug wurde im Juni 2023 fertiggestellt. Am 4. Oktober 2023 fand der Erstflug mit Piloten statt. Obwohl die FAA die Zertifizierung und Zulassung neuer eVTOL-Flugzeuge ändert, erwartet Joby Aviation weiterhin die Zulassung vor Ende 2024. Der erste Kunde wird die United States Air Force sein, die das erste Flugzeug 2024 für eine Reihe von möglichen logistischen Einsätzen auf der Edwards Air Force Base testen wird. Bis zur FAA-Zulassung wird das Flugzeug mit einem speziellen Zertifikat fliegen. Die kommerzielle Nutzung ist für 2025 geplant.

## Konstruktion
Das Luftfahrzeug ist als Kipprotor-Flugzeug ausgelegt; es kann die 6 Elektromotorgondeln mit den Rotoren um die Querachse von vertikaler Stellung (Schwebeflug) in horizontale Stellung drehen und mit zunehmender Geschwindigkeit den Auftrieb dann mit seinen Tragflächen erzeugen.

## Lufttaxi
Joby hat vor, sein Joby S4 eVTOL in Serie zu produzieren und einen pilotengesteuerten Lufttaxi-Dienst auf Abruf zu betreiben. Das Fluggerät wird elektrisch betrieben und arbeitet lokal emissionsfrei. Es ist für einen geräuscharmen Flug geplant und soll bei Start und Landung deutlich leiser als ein Hubschrauber sein.  Der kommerzielle Einsatz als Lufttaxi war zunächst für 2024 geplant, wurde jedoch auf 2025 verschoben.

## Technische Daten
| Kenngröße             | Joby S4                                                         |
| --------------------- | --------------------------------------------------------------- |
| Besatzung             | selbststeuernd (optional 1 Pilot)                               |
| Passagiere            | 4                                                               |
| Länge                 | 6,40 m                                                          |
| Breite                | 11,60 m                                                         |
| Höhe                  |                                                                 |
| Nutzlast              | 454 kg (5 Passagiere)                                           |
| Leermasse             | 1724 kg                                                         |
| Maximale Abflugmasse  | 2177 kg                                                         |
| Reisegeschwindigkeit  | 320 km/h                                                        |
| Höchstgeschwindigkeit |                                                                 |
| Dienstgipfelhöhe      | 3350 m                                                          |
| Reichweite            | 240 km                                                          |
| Antrieb               | 6 an schwenkbaren Gondeln befestigte Elektromotoren mit Rotoren |
| Fahrwerk              |                                                                 |

## Vorfall
Am 16. Februar 2022 stürzte einer der beiden Prototypen des Unternehmens bei einem unbemannten Testflug über Kalifornien ab. Menschen kamen dabei nicht zu Schaden. Bevirt meint, aus dem Vorfall wurden wertvolle Erkenntnisse gezogen, aber „wir erwarten nicht, dass sie wesentliche Auswirkungen auf das Programm oder das Flugzeugdesign haben“.